# David Uherský

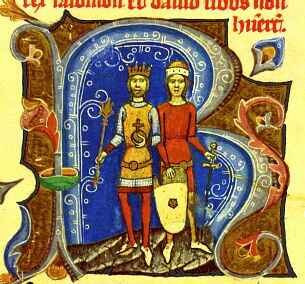
Král Šalamoun s bratrem Davidem (středověká iluminace)

David Uherský (maďarsky Dávid, 1053/55?- po 1094) byl uherský princ. Narodil se jako mladší syn uherského krále Ondřeje I. a Anastázie, dcery kyjevského knížete Jaroslava I. Král Ondřej byl dlouho bez potomstva a proto uzavřel smlouvu o nástupnictví se svým mladším bratrem Bélou. Dobré vztahy se zkalily dětskou korunovací Davidova staršího bratra Šalamouna. Uražený Béla odešel z královského dvora a roku 1060 s podporou polských oddílů vtrhl do Uher s cílem získat královskou korunu. Král Ondřej byl tou dobou vážně nemocný a po neúspěšném boji a pokusu o útěk zemřel na následky zranění při pádu z koně. Šalamouna se snoubenkou a zřejmě i Davida zachránil markrabě Arnošt a odvezl je do bezpečí Východní marky. Šalamoun se do Uher roku 1063 vrátil a snažil se udržet si po Bélově smrti získaný trůn. David se bratrova boje nezúčastnil, zemřel po roce 1094 a byl pohřben po otcově boku v benediktinském klášteře Tihany.